# أرماند أمار
أرماند أمار (بالفرنسية: Armand Amar)‏ موزع وملحن موسيقي فرنسي من أصل يهودي مغربي، يتحدث اللهجة المغربية بالإضافة إلى اللغتين الفرنسية والعبرية بطلاقة. ولد سنة 1953 في مدينة القدس الغربية، بعد أن هاجرت عائلته من المغرب إلى إسرائيل بعد إنشاء هذه الدولة شأنها شأن العديد من العائلات المغربية المنحدرة من أصول يهودية. قررت عائلته العودة إلى موطنها الأصلي المغرب بعد توتر الأجواء في الشرق الأوسط بعد حرب 1948 بين إسرائيل وبعض الدول العربية بسبب فلسطين، حيث سيقضي طفولته بالكامل في المغرب قبل الهجرة مع عائلته ثانية إلى فرنسا. من هذا المنطلق سيكون أرماند أمار ثقافة ثلاثية الأبعاد مكونة من مزيج مغربي يهودي فرنسي انعكس أيضا على مساره الفني من خلال توزيعاته وألحانه الموسيقية. تخصص منذ سنة 1997 في أداء الموسيقى التصويرية في المسلسلات والأفلام الفرنسية الكبيرة.

## وصلات خارجية
- أرماند أمار على موقع IMDb (الإنجليزية)
- أرماند أمار على موقع ألو سيني (الفرنسية)
- أرماند أمار على موقع ميوزك برينز (الإنجليزية)
- أرماند أمار على موقع أول موفي (الإنجليزية)
- أرماند أمار على موقع قاعدة بيانات الأفلام السويدية (السويدية)
- أرماند أمار على موقع أول ميوزيك (الإنجليزية)
- أرماند أمار على موقع ديسكوغز (الإنجليزية)
- أرماند أمار على موقع قاعدة بيانات الفيلم (الإنجليزية)
- أرماند أمار على موقع كينوبويسك (الروسية)